# Lliga europea d'hoquei sobre patins en línia femenina
La Lliga europea d'hoquei sobre patins femenina (en anglès: Women European League), és una competició esportiva de clubs europeus d'hoquei sobre patins en línia femenins, creada la temporada 2016-17. De caràcter anual, està organitzada pel World Skate Europe, antigament CERS. Hi participen cinc o sis equips que disputen una primera fase en format lligueta. Els quatre millors classificat disputen les semifinals i finals del torneig. El vencedor de la competició és declarat campió de la Lliga europea d'hoquei sobre patins en línia. És considerada com la màxima competició europea de clubs d'hoquei sobre patins en línia en categoria femenina i enfronta cada any els millors clubs europeus de l'especialitat.
Els equips de l'Estat espanyol són els dominadors de la competició que han guanyat totes les edicions disputades, destacant el Club de Patinaje en Línea de Valladolid amb tres títols (2018, 2019, 2023). L'Hoquei Club Rubí Cent Patins guanyà la primera edició del torneig (2017).

## Historial
| En negreta = Equip guanyador (1) = Nombre de campionats (prò.) = Pròrroga (p.) = Penals Nota. Noms dels equips segons l'època |

| Edició                                                                  | Temp.   | Data       | Campió                  | Resultat   | Subcampió               | Seu                                  | ref.  |
| ----------------------------------------------------------------------- | ------- | ---------- | ----------------------- | ---------- | ----------------------- | ------------------------------------ | ----- |
| I                                                                       | 2016-17 | 30-04-2017 | HC Rubí Cent Patins (1) | 6-4        | Les Phenix Ris-Orangis  | Halle Jacki Trévisan, París          | [ 1 ] |
| II                                                                      | 2017-18 | 29-04-2018 | CPLV Panteras (1)       | 3-2        | Les Phenix Ris-Orangis  | Roana                                | [ 2 ] |
| III                                                                     | 2018-19 | 19-05-2019 | CPLV Panteras (2)       | 3-1        | Les Phenix Ris-Orangis  | Poliesportiu de Canterac, Valladolid | [ 3 ] |
| No es disputà entre 2020 i 2021 pel risc públic de contagi del COVID-19 |         |            |                         |            |                         |                                      |       |
| IV                                                                      | 2021-22 | 22-05-2022 | Tres Cantos PC (1)      | 2-1        | HC Rubí Cent Patins     | Halle Jacki Trévisan, París          | [ 4 ] |
| V                                                                       | 2022-23 | 08-05-2023 | CPLV Munia Panteras (3) | 2-0        | ASME Tucans             | Poliesportiu Laura Oter, Tres Cantos | [ 5 ] |
| VI                                                                      | 2023-24 | 12-05-2024 | CPLV Munia Panteras (4) | 2-1 (prò.) | Canfranc-Tres Cantos PC | Canfranc                             | [ 6 ] |

## Palmarès
| Equip                  | Campió | Subcampió | Finals | Anys campió                        | Anys subcampió            |
| ---------------------- | ------ | --------- | ------ | ---------------------------------- | ------------------------- |
| CPL Valladolid         | 4      | 0         | 4      | 2017-18, 2018-19, 2022-23, 2023-24 | —                         |
| HC Rubí Cent Patins    | 1      | 1         | 2      | 2016-17                            | 2021-22                   |
| Tres Cantos Patín Club | 1      | 1         | 2      | 2021-22                            | 2023-24                   |
| Les Phenix Ris-Orangis | 0      | 3         | 3      | —                                  | 2016-17, 2017-18, 2018-19 |
| ASME Tucans            | 0      | 1         | 1      | —                                  | 2022-23                   |